# British and Irish Cup
La British and Irish Cup è stata una competizione di rugby a 15 che si teneva nelle isole britanniche ed organizzata congiuntamente dalle federazioni rugbistiche del Galles, dell'Inghilterra dell'Irlanda e della Scozia.
Istituita nel 2009, è riservata alle squadre di secondo livello e semiprofessionistiche di tali federazioni; originariamente a 24 squadre, dalla stagione 2012-13 si disputa tra 32 squadre.
La formula vede le squadre raggruppate in una prima fase a gironi e una successiva a eliminazione diretta; la fase a gironi è in gara di sola andata, e quella a eliminazione diretta, compresa la finale, è in gara unica.
Dopo che i club del Championship hanno deciso di ritirarsi per la stagione 2018-19, la competizione è stata annullata.
Il trofeo ha visto otto vincitori diversi, ma il record di vittorie è al momento condiviso dalle due franchise provinciali irlandesi di Munster A e Leinster A

## Storia
Prima della British and Irish Cup l'unico torneo interconfederale disputato nelle Isole Britanniche ― eccezion fatta per la Celtic League, ora Pro12, originariamente tra squadre gallesi, scozzesi e irlandesi e nel 2010 estesa anche a quelle italiane ― era la Coppa Anglo-Gallese, che come suggerisce il nome si disputa tra squadre di prima divisione inglese (English Premiership) e gallese (Welsh Premier Division).
La British and Irish Cup nacque per iniziativa delle quattro Union britanniche allo scopo di creare una competizione riservata alle squadre di club di secondo livello; la partecipazione era infatti riservata a:
- Galles: le 12 squadre di Welsh Premier Division (originariamente le prime 6 della stagione precedente);
- Inghilterra: le 12 squadre di Championship, la seconda divisione nazionale;
- Irlanda: le squadre A delle quattro province rugbistiche di Connacht, Leinster, Munster e Ulster[2] (originariamente solo le ultime tre citate);
- Scozia: le prime 4 classificate della stagione precedente di Scottish Premiership (originariamente le prime 3),

per un totale di 32 squadre (originariamente 24).
La prima edizione aprì i battenti il 20 novembre 2009 e vide ai nastri di partenza 24 squadre divise in quattro gironi da sei; la prima classificata di ogni girone avrebbe acceduto alla semifinale in gara unica e successivamente alla finale; vinsero i Cornish Pirates battendo la squadra A di Munster.
Nonostante tale edizione inaugurale fosse stata definita «un fallimento» dal punto di vista economico anche vista la precaria situazione finanziaria di circa un terzo dei club, essa ebbe un seguito e nel 2010 si tenne la seconda edizione, che vide l'atto finale nel maggio 2011 con la vittoria di un'altra squadra inglese, il Bristol, in finale sul Bedford Blues.
La terza edizione vide invece la vittoria di una delle province irlandesi, la squadra A del Munster, che batté i gallesi del Cross Keys nella finale disputatasi a fine aprile 2012.
Visto il crescente interesse verso tale competizione, gli organizzatori ne hanno deciso, a partire dalla stagione 2012-13, l'allargamento a 32 squadre, inserendo 6 squadre gallesi, gli irlandesi del Connacht e un'ulteriore squadra scozzese.
Per la stagione 2013-14 il numero di squadre in gara è stato ridotto a 24, con i partecipanti gallesi ridotti da dodici a quattro, e nella stagione successiva la competizione è stata ridotta a venti squadre con il ritiro dei club scozzesi.
A partire dalla stagione 2015-16, i team gallesi sono rappresentati dalle quattro squadre regionali della Premiership Select.
Il 15 novembre 2017 è stato annunciato che la competizione non sarebbe continuata nella stagione successiva a causa della rinuncia dei club del campionato inglese a prendere parte al torneo a partire dal 2018-19.

## Finali
| Anno    | Vincitore       | Risultato | Finalista      | Sede                              |
| ------- | --------------- | --------- | -------------- | --------------------------------- |
| 2009–10 | Cornish Pirates | 23 – 14   | MunsterA       | Recreation Ground, Camborne       |
| 2010–11 | Bristol         | 17 – 14   | Bedford        | Memorial Stadium, Bristol         |
| 2011–12 | Munster A       | 31 – 12   | Cross Keys     | Musgrave Park, Cork               |
| 2012–13 | Leinster A      | 18 – 17   | Newcastle      | Kingston Park, Newcastle          |
| 2013–14 | Leinster A      | 44 – 17   | Leeds Carnegie | Donnybrook, Dublino               |
| 2014–15 | Worcester       | 35 – 5    | Doncaster      | Castle Park, Doncaster            |
| 2015–16 | London Welsh    | 33 – 10   | Leeds Tykes    | Headingley Stadium, Leeds         |
| 2016–17 | Munster A       | 29 – 28   | Jersey Reds    | Musgrave Park, Cork               |
| 2017–18 | Ealing          | 22 – 7    | Leinster A     | Trailfinders Sports Ground Ealing |